# Les Champs d'aviation

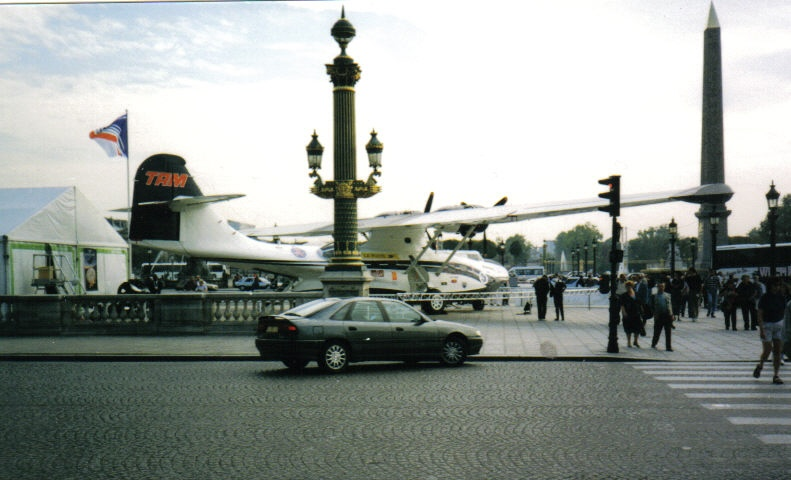
Consolidated PBY Catalina

Les Champs d'aviation est une opération de commémoration destinée à célébrer le centenaire de l'Aéro-Club de France. Celle-ci s'est déroulée à Paris du 10 au 27 septembre 1998 sur la partie basse des Champs-Elysées, c'est-à-dire entre le rond-point Marcel-Dassault et la place de la Concorde. Cette dernière était également en partie occupée par l'opération.

## Origines
Sur le modèle des Champs de la sculpture qui s'étaient tenus en 1996, la mairie de Paris et l'Aéro-Club de France (ACF) imaginèrent une exposition de deux semaines sur le thème de l'aviation et de son centenaire. L'organisation fut placée sous la tutelle de Gad Weil par ailleurs responsable d'autres manifestations du genre. Des entreprises et institutions françaises telles Dassault Aviation, le musée de l'Air et de l'Espace, ou encore l'amicale Jean-Baptiste Salis ont contribué à l'exposition.

## Aéronefs exposés

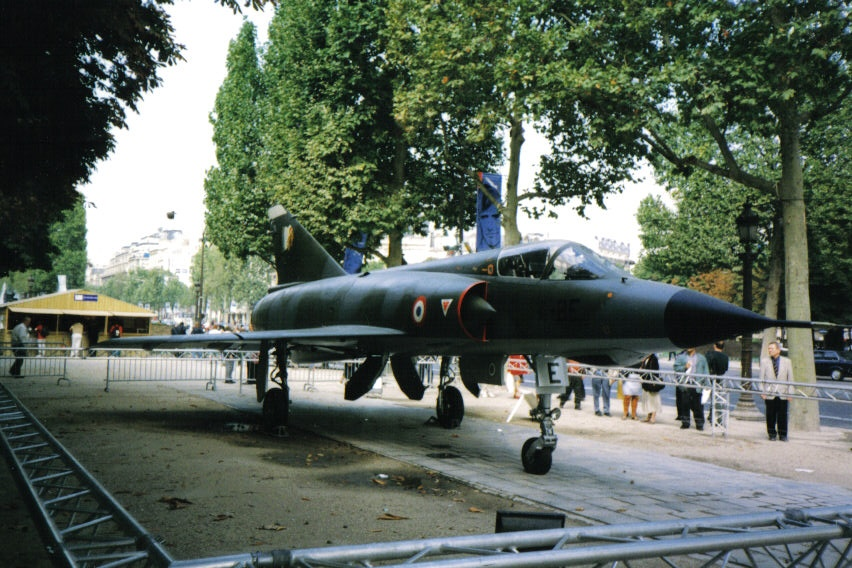
Mirage III

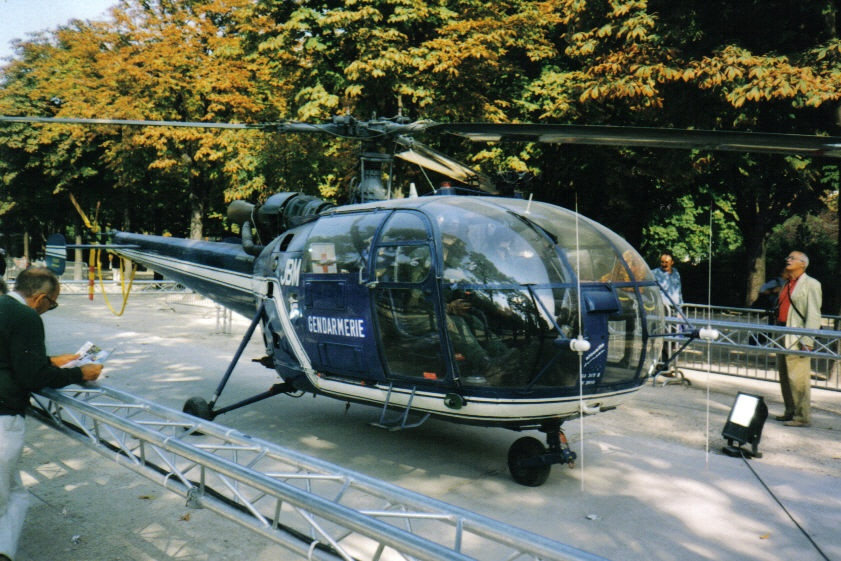
Alouette III de la Gendarmerie nationale

Une quarantaine d'avions, d'hélicoptères, et de divers « machines volantes », ainsi que quelques maquettes étaient présentés au public. Voici la liste (non exhaustive) de quelques-uns d'entre eux.
- Allemagne
  - Fokker Dr.I (réplique)[3],
- Allemagne  France
  - Eurocopter EC120 Colibri[4]
  - Eurocopter EC665 Tigre[5],
- Belgique
  - Stampe SV4[6],
- États-Unis
  - Consolidated PBY Catalina,
  - North American T-6 Texan[7],
  - Piper L-4[8],
  - Vought F4U Corsair,
- France
  - Aérospatiale SA-330 Puma[9],
  - Aérospatiale SA-342 Gazelle[10],
  - ATE2 (Air Terre Eau) Voiture tout terrains amphibie / volante (designer Raphael CELIER)
  - Benus Gyrocopter[11] (autogyre),
  - Caudron Cyclone (réplique)[12],
  - Caudron G.3[13],
  - Dassault Étendard IV[14],
  - Dassault Mirage III,
  - Dassault Rafale A,
  - Fouga CM-170 Magister[15],
  - Leopoldoff Colibri[16],
  - SNCASO SO.1221 Djinn[17],
  - SNCASO SO.6000 Triton[18],
  - Socata TB-200[19],
  - Sud Aviation SA-316B Alouette III,
- France  Espagne  Italie  Allemagne  Pays-Bas  Belgique
  - Airbus A320 (cockpit)[20],
- France  Royaume-Uni
  - SEPECAT Jaguar E[21],
- Royaume-Uni
  - Royal Aircraft Factory SE-5a[22],
- Tchécoslovaquie
  - Zlin 226[23],
- Union soviétique
  - Yakovlev Yak-11[24],

Les visiteurs furent également surpris de découvrir une maquette d'environ trois mètres de haut représentant la célèbre fusée imaginé par l'auteur de BD belge Hergé. En août et septembre 2008 une exposition similaire s'est tenue sur les Champs-Élysées et la place de la Concorde, mais cette fois-ci axée sur le principe de l'industrie aéronautique française qui célébrait son centenaire. La plupart des aéronefs exposés étaient inédits.

## Notes et références

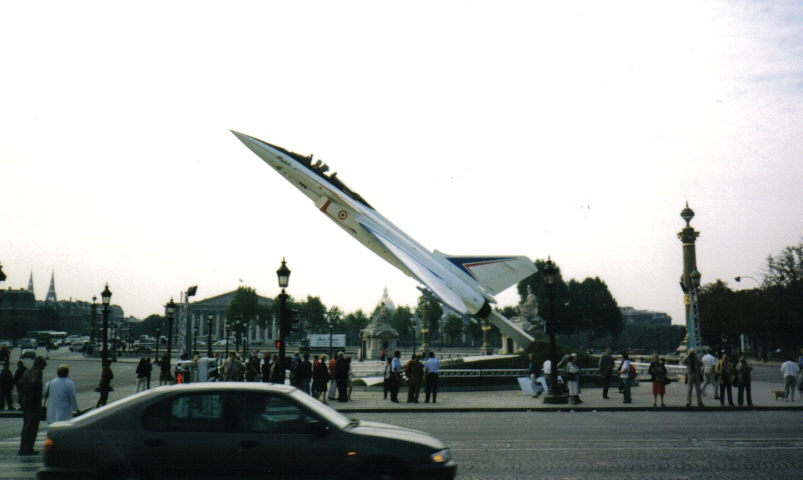
Rafale A

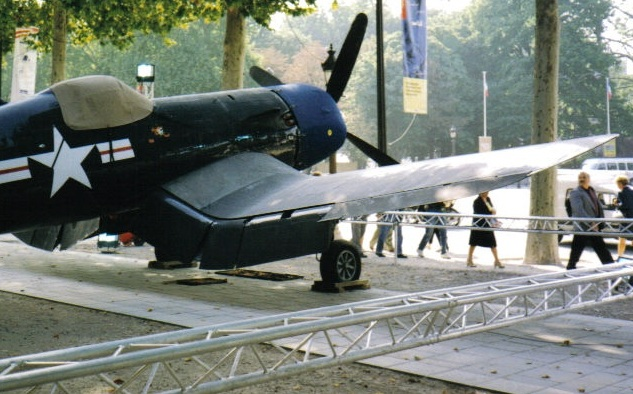
Vought F4U Corsair